# Rebelión tuareg (1916-1917)
La rebelión de Kaocen fue una insurrección armada contra el gobierno colonial francés sucedida en las montañas de Air, en el actual norte de Níger. Liderada por Ag Mohammed Wau Teguidda Kaocen (1880-1919), miembro de la orden sufista antifrancesa Sanusí. Kaocen fue el Amenokal (jefe) de la confederación tuareg Ikazkazan. Al menos desde 1909 Kaocen participó en varios combates contra las fuerzas coloniales, la mayoría de poca importancia. Cuando el líder de su orden le declaró la yihad a los franceses en octubre de 1914 en la ciudad oasis de Kufra en Fezán (actual Libia) Kaocen comando sus fuerzas. El sultán Tagama de Agadez permaneció leal a los europeos y con el apoyo de este se logró someter la revuelta. 
Kaocen y su hermano Mokhtar Kodogo lideraron una fuerza de mil hombres armados con rifles de repetición y un cañón robado a los italianos sitiaron Agadez desde el 17 de noviembre de 1916 y derrotaron diversas columnas enemigas enviadas en su auxilio. Se apoderaron de todas las ciudades importantes del Air, incluyendo Ingall, Assodé y Aoueras, dominando la región por más de tres meses. Pero el 3 de marzo de 1917 una columna enviada desde Zinder liberó a Agadez de su asedio y se dedicó a atacar a los pueblos que dieron protección a los insurrectos arrestando a cualquier sospechoso de protegerlos y ejecutando a 130. 
Kaocen huyó al norte pero fue ahorcado en marzo de 1919 en Murzuk. Su hermano fue muerto por las fuerzas francesas en 1920 cuando una revuelta que condujo entre los tubus y fulanis en el Sultanato de Damagaram fue derrotada.